# Bandera de Komi
La bandera estatal de la república de Komi, una subdivisión de la Federación Rusa, es un rectángulo de proporciones 2:3 está compuesta por tres franjas horizontales iguales de colores verde, azul y blanco, de arriba hacia abajo, respectivamente. Esta bandera fue introducida el 27 de noviembre de 1992.

## Descripción y simbolismo
Descripción de la bandera de la República Socialista Soviética de Komi según la ley de 1991:
La bandera estatal de la República Socialista Soviética de Komi es una tela rectangular que consta de tres franjas de colores: azul, verde y blanco dispuestas horizontalmente en una secuencia de arriba abajo, cada una de un tercio del ancho de la bandera. La relación entre el ancho de la bandera y su longitud es de 1:2
En la Ley de 1994 sobre la bandera estatal de la República de Komi, la descripción de los elementos de la bandera y sus proporciones siguió siendo la misma que la de la bandera de 1991 de la República Socialista Soviética de Komi
En 1997, las enmiendas a la ley cambiaron las proporciones de la bandera. A sugerencia del Consejo Heráldico de la Presidencia de la Federación Rusa, la relación entre el ancho de la bandera y su longitud se fijó en 2:3, por analogía con la bandera de Rusia. La descripción de los elementos de la bandera siguió siendo la misma

En 2001, se hicieron cambios en la descripción de la bandera
La bandera nacional de la República de Komi es una tela rectangular que consta de tres franjas de colores azul, verde y blanco dispuestas horizontalmente en una secuencia de arriba hacia abajo, cada una de un tercio del ancho de la bandera. La relación entre el ancho de la bandera y su longitud es de 2:3.
En 2014, se agregó la siguiente frase al artículo con la descripción y proporciones de la bandera: "Las telas de la bandera pueden estar hechas de cualquier tipo de materiales".

### Simbolismo de los colores
El simbolismo del color de las franjas de la bandera se interpreta de la siguiente manera
- El azul simboliza el comienzo celestial, la grandeza y la inmensidad de las extensiones del norte.
- El verde denota los vastas taigas de la Parma (bosque de coníferas oscuras) de Komi, la principal riqueza y hábitat tradicional del pueblo Komi.
- El blanca de la bandera encarna la blancura y la pureza de la nieve, la dura belleza de la naturaleza y la ubicación geográfica de Komi en el norte europeo de Rusia.

## Historia
El 22 de agosto de 1921 se formó la Región Autónoma de Komi dentro de la RSFSR. El 5 de diciembre de 1936, se transformó en la República autónoma socialista soviética de Komi, en cuya bandera, a partir de 1937, se exhibieron las inscripciones "R.S.F.S.R." y "R.A.S.S. Komi" en ruso y komi (este último en alfabeto latino). Más tarde, cuando el idioma Komi-ziriano se cambió del alfabeto latino al alfabeto cirílico, las inscripciones en la bandera también cambiaron.

En 1954, la bandera de la RSFSR cambió, por lo que la bandera de la R.A.S.S. de Komi se cambió también (el Reglamento sobre la Bandera fue aprobado el 16 de marzo de 1956). La nueva bandera fue idéntica a la de la RSFSR, solo con el agregado de un texto que decía "R.A.S.S. KOMI" (tanto en ruso y como en komi).

Bandera de la R.A.S.S. de Komi, 1937
Bandera de la R.A.S.S. de Komi, 1938
Bandera de la R.A.S.S. de Komi, 1954

### Bandera moderna de la República de Komi

La bandera de la República de Komi durante el periodo del 27 de noviembre de 1991 al 17 de diciembre de 1997.

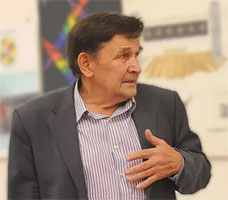
Vladimir Yakovlevich Serditov, creador de la bandera de la República de Komi.

La moderna bandera tricolor de la República de Komi fue adoptada el 27 de noviembre de 1991 como la bandera estatal de la República Socialista Soviética de Komi. El autor de la bandera es el artista Vladimir Serditov.
En mayo de 1992, el nombre de la entidad fue cambiado al de "República Komi" y el 6 de junio de 1994, se adoptó la ley "Sobre la bandera estatal de la República de Komi", que es el documento principal que establece la descripción de la bandera Komi moderna y el procedimiento para su uso oficial.

## Diseños alternativos

Bandera Komi creada por Komi Kotyr